# П'євебовільяна
П'євебовільяна (італ. Pievebovigliana) — муніципалітет в Італії, у регіоні Марке,  провінція Мачерата.
П'євебовільяна розташовані на відстані близько 140 км на північ від Рима, 75 км на південний захід від Анкони, 40 км на південний захід від Мачерати.
Населення — 866 осіб (2014).

## Демографія
Населення за роками:

Станом на 31 грудня 2014 року в муніципалітеті офіційно проживали 94 іноземці з 16 країн, серед них 74 громадяни країн Євросоюзу.

## Сусідні муніципалітети
- Кальдарола
- Камерино
- Чессапаломбо
- Фьястра
- Фйордімонте
- Мучча
- П'єве-Торина